# Worcesterská parména

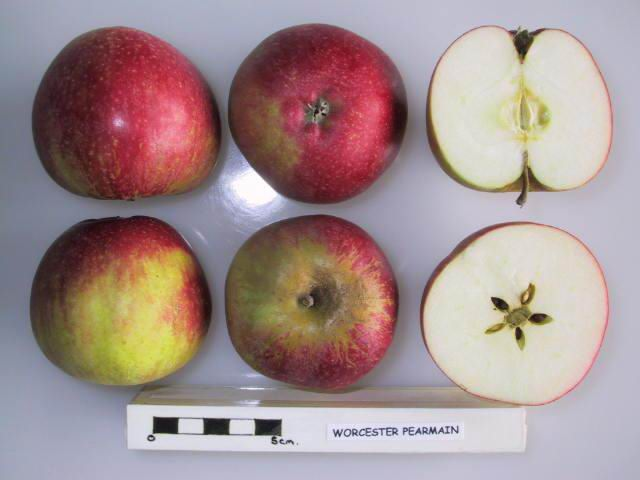

Worcesterská parména (Malus domestica 'Worcesterská parména'), Worcester Pearmain, je ovocný strom, kultivar druhu jabloň domácí z čeledi růžovitých. Plody jsou řazeny mezi podzimní odrůdy jablek, sklízí se v září, plody je třeba zkonzumovat několik dní po sklizni, je ale také uváděno, že vydrží do konce října. Pěstuje se zcela ojediněle.

## Historie

### Původ
Původem je z Anglie, byla vyšlechtěna panem Hale ze Swanpoolu, ve Worcesteru v r. 1893. Vznikla pravděpodobně jako semenáč odrůdy Devonshire Quarrenden.

## Vlastnosti
Odrůda je diploidní, částečně samosprašná, je ceněná pro dekorativní kvetení.Je dobrý opylovač. Vzrůstem se odrůda řadí mezi spíše slabě rostoucí. Vytváří rozložitý typ korun. Plodí na koncích výhonů.

## Plodnost
Plodí středně raně, bohatě, pravidelně.

## Plod
Plod je kulaté až kuželovité, střední. Slupka je hladká, slabě mastná, zelenožluté zbarvení je překryté líčkem červené barvy. Dužnina je bílá, křehká, dobrá až velmi dobrá.

## Choroby a škůdci
Odrůda je středně odolná proti strupovitosti jabloní a středně odolná k padlí.